# Вірнсгайм
Вірнсгайм (нім. Wiernsheim) — громада в Німеччині, знаходиться в землі Баден-Вюртемберг. Підпорядковується адміністративному округу Карлсруе. Входить до складу району Енц.
Площа — 24,62 км2. Населення становить 6760 ос. (станом на 31 грудня 2020).